# Phó Nghệ Vỹ
Phó Nghệ Vỹ (sinh ngày 26 tháng 5 năm 1964) là một nữ diễn viên người Trung Quốc. Cô thuộc lớp nghệ sĩ gạo cội của màn ảnh Hoa ngữ. Tên tuổi của cô gắn liền với vai diễn Hồ ly Đát Kỷ trong “Phong Thần Bảng" 1990.

## Tiểu sử
Phó Nghệ Vỹ sinh ngày 26 tháng 5 năm 1964, người Cáp Nhĩ Tân.

## Sự nghiệp
Năm 1978, cô đóng bộ phim đầu tay "Cô ấy đến từ sương mù".
Năm 1986, cô nhờ vai diễn trong bộ phim "Cựu chiến binh của chúng ta" mà đoạt giải thưởng tại Liên hoan phim điện ảnh Kim Kê lần thứ 6.
Năm 1990, Phó Nghệ Vỹ nhờ vai Đắc Kỷ trong phim "Phong Thần Bảng" nổi tiếng, trở thành vai diễn kinh điển gắn liền với tên tuổi của cô trên màn ảnh.